# Водоспад Анхель
Водоспа́д А́нхель — найвищий у світі водоспад, розташований на річці Чурун, притоці Кароні, у тропічних лісах Венесуели, в Національному парку «Канайма», за 750 км на південний-схід від Каракаса.
Спадає з гори Ауянтепуй. Загальна висота водоспаду — 979 м, висота вільного падіння — 807 м.
Названий на честь льотчика і випробувача Джеймса Ейнджела, який у 1933 році під час польоту побачив цей водоспад.
Щосекунди водоспад скидає 300 м³ води.

## Історія відкриття
9 жовтня 1937 пілот Ейнджел обережно спланував свій легкий літак «Ель-Ріо Кароні» для посадки на вершині величезної гори Ауянтепуй (з її вершини падає водоспад) в ізольованому, малодоступному регіоні Венесуели Гран-Сабана. За словами Джеймса, його план полягав у тому, щоб залишитися на вершині гори на кілька днів у пошуках золота. Але плани автора зірвало невдале приземлення. Літак клюнув носом вниз під час посадки та пошкодив паливний провід. Аварія не заподіяла шкоди Джеймсу, його дружині Марії, і двом колегам Густаво Хені й Мігелю Дельгадо, але тепер вони опинилися на вершині плоскої гори Ауянтепуі відрізаними від зовнішнього світу.
Єдиним виходом був спуск пішки вниз, через непозначену на карті територію, з малою кількістю запасів харчів. Одинадцять днів по тому, змучені, але живі, вони групою досягли міста Камарате. Коли звістка про цю подію поширилася світом, ім'я Джеймса Ейнджела стали нерозривно пов'язувати з водоспадом, який він вперше побачив ще в 1933 році.
Дванадцять років потому, американська фотожурналістка Рут Робертсон зробила першу успішну експедицію до підніжжя Анхеля, виміряла його й офіційно проголосила найвищим водоспадом у світі. Її стаття «Подорож у джунглях до найвищого водоспаду в світі», опублікована в листопаді 1949 року в журналі «National Geographic», є захопливим звітом про цю подорож.
У 1955 році латвійський дослідник Александрс Лайме став першим представником Заходу, який зумів піднятися до витоків річки, що живить водоспад Анхель. У наші дні стежкою Лаймі користуються туристи під час сходження на вершину гори Ауянтепуї.
Літак Джеймса Ейнджела залишався на вершині Ауянтепуі протягом 33 років. У 1964 році уряд Венесуели оголосив літак національним пам'ятником. У 1970 році його демонтували на частини і вертольотами військово-повітряних сил Венесуели доставили в музей авіації в Маракаї для реставрації. Пізніше літак встановили на зеленій галявині перед пасажирським терміналом аеропорту Сьюдад Болівар, де він залишається і донині.
Ейнджел ніколи й не мріяв, що його літак стане національним пам'ятником. За багато років до цього Патрисія Грант запитала Джеймса, хотів би він, щоб його літак зняли з вершини Ауянтепуі. Тоді він відповів: «Ні, залишаючись там, він служитиме пам'яттю про мене».